# Buhaiivka, Lîpova Dolîna
Buhaiivka (în ucraineană Бугаївка) este un sat în comuna Iahanivka din raionul Lîpova Dolîna, regiunea Sumî, Ucraina.

## Demografie
Componența lingvistică a localității Buhaiivka
     Ucraineană (100%)
Conform recensământului din 2001, toată populația localității Buhaiivka era vorbitoare de ucraineană (100%).